# Chargino
En física de partículas, el chargino es una partícula hipotética que se refiere a los autovalores de masa de una partícula  supercompañera cargada, es decir, cualquier fermión cargado eléctricamente (con espín ½) predicho por la supersimetría.
Son combinaciones lineales del wino cargado y el higgsino cargado. Hay dos charginos que son fermiones y que están eléctricamente cardados y que son denotados típicamente como {\displaystyle C{\tilde {\chi }}_{1}^{\pm }}  (el más ligero) y {\displaystyle C{\tilde {\chi }}_{2}^{\pm }}  (el más pesado) aunque algunas veces {\displaystyle {\tilde {\chi }}_{1}^{\pm }} y {\displaystyle {\tilde {\chi }}_{2}^{\pm }} también es usado para referirse a charginos mientras que {\displaystyle {\tilde {\chi }}_{i}^{0}} es usado para referirse a neutralinos.  El chargino más pesado puede decaer a través de un bosón Z neutro ( Z0
) en un chargino más ligero. Ambos pueden decaer a través de un bosón W en un neutralino:
{\displaystyle C{\tilde {\chi }}_{2}^{\pm }\to } {\displaystyle C{\tilde {\chi }}_{1}^{\pm }} + Z0

{\displaystyle C{\tilde {\chi }}_{2}^{\pm }\to } {\displaystyle {\tilde {N}}_{2}^{0}}  + W±

{\displaystyle C{\tilde {\chi }}_{1}^{\pm }\to } {\displaystyle {\tilde {N}}_{1}^{0}} + W±